# بنی عک
بنی عک یا بنو عک (به عربی: بنو عک) یکی از قبایل باستانی عرب در جنوب عربستان، پیش از ظهور اسلام بود. این قبیله در دوره جاهلیت، در یمن کنونی ساکن بودند.

## شجره نامه
به گفته ابن هشام، اعضای قبیله بنی عک، از نسل مردی به نام الدیث بن عدنان هستند که به نام «عک» نیز شناخته می‌شود. عک در یمن سکنی گزید زیرا در میان بنی اشعر زن گرفت و با آنان زندگی کرد. بنی اشعر از نسل نبط بن عداد بن زید بن یشجوب بن عریب بن زید بن کحلان بن سبع بودند. در مورد نسب بنی عک، به نظر می‌رسد که بین نسب شناسان عرب اختلاف وجود داشته باشد. به عنوان مثال، به گفته السمعانی آن‌ها دارای منشأ عدنانی هستند. از سوی دیگر، ابن حزم می‌نویسد که آن‌ها از نسل قحطان و از این رو عرب قحطانی بودند.
هم چنین گفته می‌شود مادر قبیله مدحج که مؤسس آن است، از قبیله بنی عک است. ضمن این که قبیله بنی غفیق که عبدالرحمن غافقی از آن آمده، شاخه ای از بنی عک بوده‌است.

## تاریخ

### دوره قبل از اسلام
قبایل عرب بت‌پرست و به زیارت کنندگان معابد خدایان مختلف آن منطقه معروف بودند. افراد قبیله بنی عک از یمن به مکه می‌رفتند تا خدای ود را زیارت کنند. به نقل از کتاب الاسنام ابن الکلبی، بنی عک مناجات و تشریفاتی منحصر به فرد به بت ود داشت. قبیله دو برده جوان آفریقایی را در جلوی افراد قبیله می‌آورند و غلامان فریاد می‌زدند: ما کلاغ‌های عک هستیم! و افراد قبیله نیز پاسخ می‌دهند و فریاد می‌زدند: «عک بندگانتان از یمن را پیش می‌فرستد؛ باشد که یک بار دیگر این زیارت را انجام دهیم!»

### دوره اسلامی
بنی عک در بسیاری از جنگ‌ها و درگیری‌ها شرکت کردند. در زمان خلافت راشدین، عمرو بن العاص با لشکری که شامل ۳۰۰۰ تا ۴۰۰۰ مرد از قبیله بنی عک بود، وارد مصر شد.
در سال ۸۱۷ بعد از میلاد، بنی عک در کنار بنی اشعر و در شورشی علیه حاکم یمن خلیفه عباسی مأمون شرکت کردند.

## افراد مشهور
از جمله اعضای این قبیله عبارتند از:

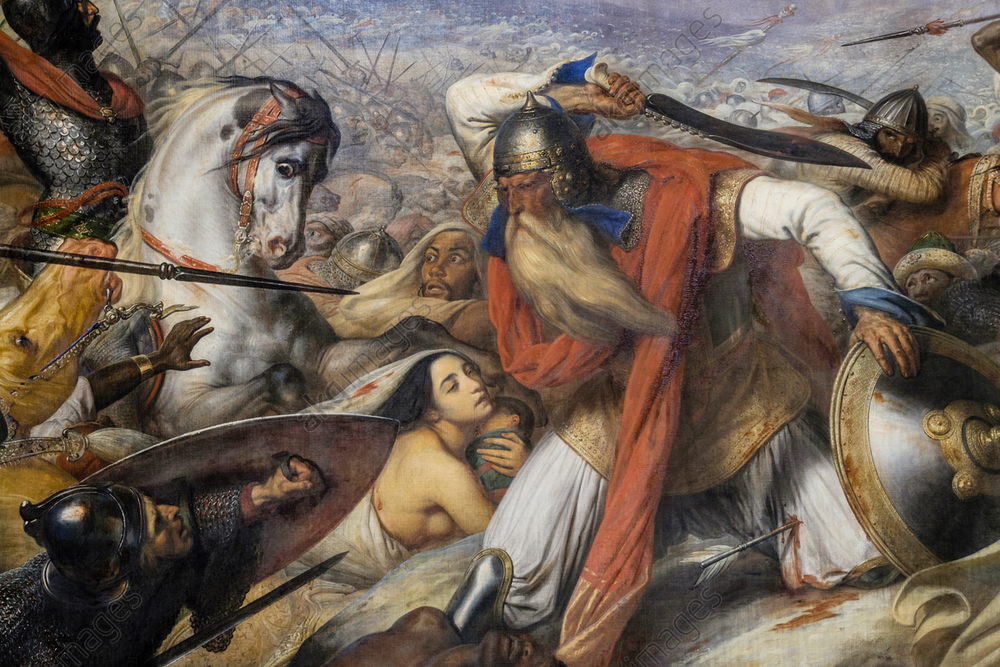
نگاره ای عبدالرحمان الغافقی از قبیله بنی عک

- عبدالرحمن بن عبدالله الغافقی فرمانده اموی و والی اندلس
- محمد بن اسلم الغافقی چشم‌پزشکی که در قرن دوازدهم می‌زیست
- مهجع بن صالح اولین مسلمان کشته شده در جنگ بدر
- ابوجعفر الغافقی گیاه‌شناس قرن دوازدهم
- محمد بن مقاتل العکی عباسی والی افرقیه